# Ary Huybertsz Verveer
Ary Huybertsz Verveer ou Adriaen Huybertsz Verveer, né vers 1620 à Dordrecht et mort le 7 octobre 1680 à Dordrecht, est un peintre de l'Âge d'Or hollandais.

## Biographie
Selon Houbraken Ary Huybertsz Verveer est un peintre portraitiste et d'Histoire (dont le travail inclus généralement beaucoup de nus), qui rejoint la Guilde de Saint-Luc de Dordrecht en 1646, la même année qu'Abraham Susenier (en) (peintre de nature morte), Gerard de Jager et Arnout Elsevier (en). Houbraken obtient des informations de son premier maître, le peintre paysagiste Willem van Drielenburg (en), qui était avec Verveer, ainsi que des peintres Johannes Offermans et Arnoldus Verbuys, le jour où la maison de Verveer a brûlé. Houbraken prétendait qu'il y avait un risque d'incendie en raison de l'habitude de Verveer de commencer des peintures mais rarement de les terminer, ainsi son atelier était rempli de panneaux d'huile à moitié achevés qui s'élevaient comme un brûlot (brander). Comme les témoins de cet événement étaient tous beaucoup plus jeunes que Verveer, il est possible qu'ils aient été ses élèves, bien que Houbraken ait également mentionné qu'Offermans était un disciple du peintre Adriaen van Eemont (en).
Selon le RKD, Verveer est un peintre de portraits et un élève de Jacob Gerritsz. Cuyp,. Une seule de ses œuvres est enregistrée dans le RKD, un portrait d'une femme inconnue.